# Hemolimfa
Hemolímfa je telesna tekočina v nekaterih nevretenčarjih, tj. v vseh členonožcih in tistih mehkužcih, ki imajo odprti krvožilni sistem. Sovpada s krvjo in limfo pri vretenčarjih, vendar ni omejena na sistem žilja, temveč obliva tkiva in organe v notranjosti telesa oz. telesnih votlinah, imenovanih hemoceli.
Poleg vloge transportnega sredstva in topila za različne snovi ima pomembno vlogo v uravnavanju osmotskega pritiska in v imunskem odgovoru.

## Sestava in funkcije
Hemolimfa je sestavljena iz vode, anorganskih soli (večinoma Na+, Cl-, K+, Mg2+ in Ca2+) in organski snovi (večinoma ogljikovi hidrati, proteini in lipidi).

### Anorganske komponente
Pri žuželkah zajema hemolimfa 20-50 % celotne količine vode v telesu, pri čemer imajo ličinke relativno večji volumen hemolimfe kot odrasli osebki. Poleg topila in transportnega sredstva za razne snovi (npr. hormonov, hranilnih snovi in presnovkov) predstavlja hemolimfa rezervo vode v primeru izsušitve ter skladišče raznih snovi. V posebni primerih deluje kot hidravlična tekočina, npr. pri levitvi.
Koncentracije ionov se pri različnih skupinah žuželk razlikujejo: tako nekrilate žuželke vsebujejo visoka koncentracije natrijevih in klorovih ionov, hrošči in kožekrilci pa visoke koncetracije kalijevih in magnezijevih ionov. Vrednost pH pri večini žuželk je v območju od 6,4-6,8.

### Organske komponente
Pri mnogih žuželkah prispevajo večji delež h količini anorganskih anionov citronska kislina in druge organske kisline ter organski fosfati (npr. glicerol-1-fosfat in sorbitol-6-fosfat).
Najpogostejši ogljikov hidrat v žuželkah je disaharid trehaloza, ki predstavlja vir energije, v manjših koncentracijah je prisotna tudi glukoza. S transportom trehaloze hemolimfa torej opravlja pomembno funkcijo. Koncetracija trehaloze je regulirana preko hormonov, povečana pa je lahko tudi preko sinteze iz glukoze-6-fosfata, ki nastane iz razgradnje rezervnega glikogena v maščobnem tkivu. Pri določenih žuželkah je v primeru diapavze ali bivanja v mrzlem okolju stimulirana sinteza glicerola in sorbitola: posledica tega je, da se temperatura zmrzišča v hemolimfi zniža, kar organizem ščiti pred tvorbo kristalov oz. v splošnem pred zmrzitvijo.
Lipidi se zaradi hidrofobnosti prenašajo s posebnimi transportnimi proteini. Najpogostejši lipidi so diacilgliceroli oz. digliceridi, pa tudi trigliceridi, maščobne kisline, fosfolipidi in holesterol. Na podoben način se prenašajo pigmenti, kot so β-karoten, riboflavin in biliverdin, ki dajejo hemolimfi značilno rumeno ali zeleno barvo.
Proste aminokisline so prisotne v visokih koncentracijah (tudi do 200 mM) in pomembno prispevajo k osmolarnosti. Prisotno je vseh 20 standardnih aminokislin in kljub temu, da se pri različnih organizmih relativne koncetracije le-teh razlikujejo, sta glutamin in prolin navadno prisotna v visokih koncetracijah; slednji služi med drugim tudi kot vir energije za mišice, pomembne za letenje. Tirozin je prisoten kot konjugat z glukozo, fosfatom ali β-alaninom, kar poveča njegovo topnost, prav tako pa so kot konjugati prisotni kateholamini. Lahko so prisotne tudi nestandardne aminokisline, kot so β-alanin in taurin.

#### Plazemski proteini
Proteini predstavljajo znatni delež v sestavi hemolimfe: tipična koncentracija se giblje od 10–100 mg/ml; povečana je v razvojni fazi ličinke in nimfe, zmanjšana pa po vsakem procesu levitve.
Največji delež med plazemskimi proteini pri ličinkah žuželk pripada skladiščnim proteinom oz. heksamerinom, ki so sestavljeni iz šestih podenot z molekulsko maso 80.000 daltonov, in so prisotni v zelo visokih koncentracijah med zadnjo razvojno fazo pred odraslim osebkom. Glede na delež različnih aminokislin jih lahko delimo v t. i. arilforine, ki so bogati s fenilalaninom, tirozinom in triptofanom, ter v skladiščne proteine, bogatih z metioninom.
Pomembni so tudi transportni proteini, ki prenašajo hidrofobne (in s tem netopne) molekule po hemolimfi. Najpogostejši je lipoforin, ki prenaša lipide, pogosta pa sta tudi feritin in transferin, ki vežeta železove ione. V hemolimfi nekaterih členožcev (npr. pri pajkih) in večini mehkužcev je prisoten hemocianin, ki tako kot hemoglobin v krvi prenaša kisik, vendar namesto železovega iona vsebuje bakrov ion. Transportni proteini poleg tega ščitijo prenesene molekule pred encimsko razgradnjo (razvidno npr. v primeru juvenilnega hormona (JH)).
Nekateri plazemski proteini so udeleženi v imunskem odgovoru. Med te spadajo lisozimi, ki razgrajujejo bakterijsko celično steno, antimikrobni peptidi z nizko molekulsko maso, ki so sintetizirani v primeru bakterijske ali glivične okužbe in fenoloksidaze, ki so v normalne stanju prisotne kot neaktivni profenoloksidaze, v primeru aktivacije pa katalizirajo sintezo kinonov, ki tvorijo pigment melanin; slednji pomaga ujeti mikroorganizme oz. mikrobe in s tem pripomore k njihovemu uničenju. Profenoloksidaze so aktivirane z raznimi proteazami, le-te pa z ogljikovimi hidrati, ki se vežejo na površino mikroorganizmov. V danem primeru se hemolimfa zaradi melanina značilno obarva temnejše.

### Hemociti
Hemolimfa vsebuje znatno število različnih celic, ki jih kolektivno imenujemo hemociti. Prohemociti so majhne in okrogle celice in so prekurzoske celice za druge hemocite.
Granularni hemociti vsebujejo citoplazemske granule, katerih vsebina je izločena kot del imunskega odgovora na vdor parazitov, poleg tega pa sintetizirajo komponente zunajceličnega matriksa (ECM). Plazmatociti vsebujejo maloštevilne granule in so sposobni obsežne morfološke spremembe, iz okroglih ali iglasto oblikovanih celic v sploščene, ameboidne celice. Tako granularni hemotociti kot tudi plazmatociti zelo pomembni v imunskem odgovoru še zaradi fagocitoze mikrobov, skupne formacije nodulov (skupki oz. agregati celic), ki delujejo kot pasti za ujetje mikrobov ter enkapsulacije, pri čemer celice obdajo mikrob in ga uničijo.
Sferulne celice vsebujejo velike citoplazemske granule, ki verjetno vsebujejo mukopolisaharide. Oenocitoidi so velike celice, ki sintetizirajo profenoloksidazo. V splošnem hemociti, še posebej plazmatociti, sodelujejo tudi pri procesu koagulacije in tako tvorijo strdke, ki zaprejo rane in preprečijo nadaljnjo izgubo hemolimfe.

### Druge funkcije
Pri nekaterih skupinah organizmov hemolimfa ne služi samo kot analog krvi, pač pa ima tudi druge specializirane funkcije. Pri organizmih, kot so piščnjaki in travnice (Meloidae), pride v primeru napada plenilca (predatorja) to t. i. avtohemoragije oz. refleksne krvavitve, pri čemer organizem začne samostojno izločati hemolimfo skupaj s toksičnimi snovmi, kar je učinkovita obramba.
Po drugi strani imajo ličinke mravelj rodu Leptanilla posebne žleze, s katerimi izločajo hemolimfo s hranilnimi snovmi, s katero se hranijo odrasli pripadniki iste vrste.